# Kaare Andrews
Kaare Kyle Andrews (Saskatoon, 13 luglio 1967) è un fumettista, scrittore e regista canadese.
Conosciuto principalmente per i suoi lavori alla Marvel Comics, quali le cover delle serie di Hulk e Iron Fist e le sue storie sul personaggio di Spider-Man, in particolare per le miniserie Spider-Man/Octopus: Anno Uno e Spider-Man: Il Regno, entrambe edite in Italia dalla Panini Comics.

## Carriera
Comincia scrivendo alcuni brevi racconti e disegnando artwork che successivamente verranno raccolti in volumi antologici. Grazie a questi, comincia a lavorare per la rivista Wizard. Successivamente comincerà a lavorare sporadicamente come illustratore per la Marvel su serie come Hulk, Iron Fist e Ultimate X-Men e The Amazing Spider-Man. Nel 2002 realizza la copertina dell'album If It Was You del duo Tegan and Sara, per il quale dirige anche il videoclip della canzone Living Room. Nello 2004 realizza la copertina dell'album Heroes to Zeros della band scozzese The Beta Band. Nel 2006 scrive e disegna la miniserie Spider-Man: Il Regno, ambientata in un futuro distopico in cui l'Uomo Ragno si è ritirato da tempo e la giustizia è amministrata da un corpo di polizia che ha sbaragliato i supercriminali. Nell'ottobre del 2010 debutta come regista cinematografico con il film Altitude con Jessica Lowndes e Julianna Guill. Hai poi scritto e diretto nel 2013 il segmento V is for Vagitus del film The ABCs of Death seguìto poi da Cabin Fever: Patient Zero. Dal 2015 scrive e disegna la testata Iron Fist: The Living Weapon, per la quale realizza anche le copertine. Sempre nel 2015 giunge per la seconda volta in Italia (la prima fu in occasione di un festival cinematografico) come uno degli ospiti del Napoli Comicon. Dal 2016 scrive e disegna la serie a fumetti Renato Jones: The One% pubblicata dalla Image Comics e, nel luglio dello stesso anno, viene annunciato il suo ritorno come autore completo sul personaggio di Iron Fist in occasione del nuovo Marvel NOW, sulla testata Iron Fists.
La copertina disegnata da Andrews per il numero 29 della serie Peter Parker: Spider-Man è stata fonte d'ispirazione di Sam Raimi per la scena del bacio tra Peter Parker e Mary Jane Watson nel film Spider-Man del 2002. Ha praticato diverse arti marziali tra cui Karate, Taekwondo e Pancrazio.

## Stile
Nel corso della sua carriera ha dimostrato di essere un autore eclettico, gestendo sia la sceneggiatura che i disegni in molti suoi lavori. Le copertine degli albi disegnati da Andrews presentano uno stile realistico, in contrasto con il resto delle pagine, nelle quali presenta uno stile caricaturale e cartoonesco. Tra gli artisti che lo hanno ispirato ci sono Jim Steranko, Will Eisner, Frank Miller e Todd McFarlane.

## Opere
- Before the Fantastic Four: Ben Grimm and Logan (disegni, miniserie di 3 numeri, Marvel Comics, 2000)
- Gen¹³ n. 64-65 (con Adam Warren, WildStorm, 2001)
- Spider-Man's Tangled Web n. 10 (storia & disegni, Marvel, 2001)
- Marvel Mangaverse: Spider-Man (storia & disegni, one-shot, Marvel, 2002)
- Spider-Man: Legend of the Spider Clan (solo storia, miniserie, Marvel, 2002)
- X-Men Unlimited n. 37 (storia, copertina e disegni, Marvel, 2002)
- Ultimate X-Men n. 23-24 (con Mark Millar, Marvel, 2002)
- ThunderCats (one-shot) (storia e disegni, DC/Wildstorm, 2003)
- Spider-Man/Doctor Octopus: Anno Uno mini-serie (con Zeb Wells, Marvel, 2004)
- Wolverine n. 32 (con Mark Millar, Marvel, 2005)
- Spider-Man: Il Regno (storia e disegni, miniserie di 4 numeri, Marvel, 2006)
- Astonishing X-Men (con Warren Ellis, Marvel):
- AvX n. 4 Thor vs. Emma Frost (storia e disegni)
- A+X n. 4 Spider-man and Beast (storia e disegni)
- Iron Fist: The Living Weapon (storia e disegni, 2014-2015)
- Renato Jones The One% (storia e disegni, 2016-in corso, Image Comics)

### Copertine
- Iron Man Vol. 3 n. 33-36, 38, Annual 2000 (Marvel, 2000-2001)
- Peter Parker: Spider-Man n. 27-29 (Marvel, 2001)
- The Amazing Spider-Man vol. 2 n. 37-39 (n. 478-480) (Marvel, 2001–2002)
- Incredible Hulk n. 38-54 (Marvel, 2002–2003)
- Ultimate Adventures n. 1-6 (Marvel, 2002–2003)
- Pantera Nera n. 6-7 (Marvel, 2005)
- Amazing Spider-Man n. 522 (Marvel, 2005)
- Wolverine n. 34-35 & 37-40 (Marvel, 2005–2006)
- G.I. Joe vs Transformers n. 1 (Image Comics, 2003)
- The Matrix Comics Volume 2 (Burlyman Entertainment, 2004)
- Iron Fist (Marvel, 2008)
- Dead of Night (Marvel, 2008)
- Ultimate Comics: X-Men n. 1- (Marvel, 2011)
- Ultimate Comics: The Ultimates n. 1- (Marvel, 2011)
- Ultimate Comics: Spiderman n. 1- (Marvel, 2011)

## Filmografia
- Altitude (2010, regista)
- V is for Vagitus in The ABCs of Death (2012, regista e sceneggiatore)
- Cabin Fever: Patient Zero (2014, regista e sceneggiatore)